# NGC 3633
NGC 3633 је спирална галаксија у сазвежђу Лав која се налази на NGC листи објеката дубоког неба.
Деклинација објекта је + 3° 35' 8" а ректасцензија 11h 20m 26,2s. Привидна величина (магнитуда) објекта NGC 3633 износи 13,5 а фотографска магнитуда 14,4. NGC 3633 је још познат и под ознакама UGC 6351, MCG 1-29-32, CGCG 39-126, IRAS 11178+0351, PGC 34711.